# Kastanjallé i La Celle-Saint-Cloud
Kastanjallé i La Celle-Saint-Cloud (franska: Allée de châtaigniers à la Celle-Saint-Cloud) är två oljemålningar av den fransk-brittiske konstnären Alfred Sisley. Målningarna är utförda på samma plats, samma år och med likartade motiv. Den större av dem är utställd på Petit Palais i Paris och den mindre på Ordrupgaard utanför Köpenhamn. 

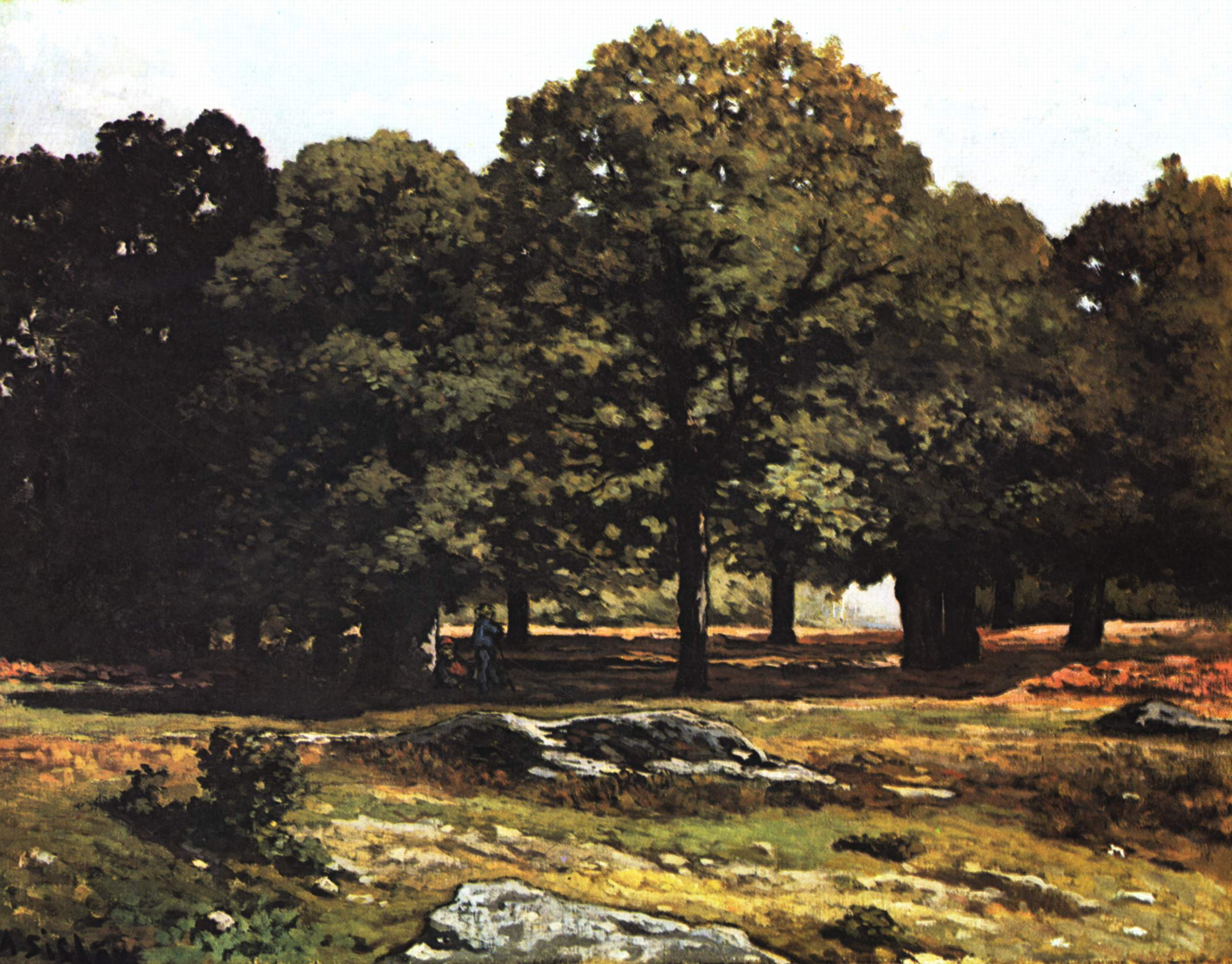
Versionen på Ordrupgaard har dimensionen 50,5 x 65,5 cm.

Målningarna är från 1865 och tillhör därmed de tidigaste i Sisleys katalog som i stort sett enbart består av landskapsmålningar. De är utförda i La Celle-Saint-Cloud strax väster om Paris. 